# مدیافایر
مدیافایر (به انگلیسی: MediaFire) یک وب‌سایت میزبانی فایل، و بارگیری و بارگذاری است که کارش را در ۲۰۰۶ آغاز کرد و هم‌اکنون  در هریس کانتری، ایالت تگزاس، ایالات متحده آمریکا واقع شده‌است. بر طبق مطالعات وب‌گاه compete.com تنها در سال ۲۰۰۸ مدیافایر بیش از ۶۰ میلیون بازدید داشته‌است. 

## در ایران

### مسدود شدن
در نیمه‌های اسفند ۹۰ بالاخره پس از چند بار بسته شدن موقّتی، مدیافایر از دسترس کاربران ایرانی خارج شد. با توجه به دامنه گستره اطلاعات بارگذاری شده در این آپلودسنتر محبوب این امر باعث سردرگمی بسیاری از کاربران ایرانی شد. به طوریکه میلیونها وبسایت در ایران برای همیشه از دسترس خارج شده‌اند اما mediafile در اواسط فروردین ۹۱ رفع فیلتر شدند.
همچنین در اردیبهشت ۹۹  mediafile فیلتر شد اما هم اکنون مدیافایر در دسترس ایرانیان است